# Yoga-kundalini-upanishad
Yoga-kundalinī Upanishad (en sánscrito: योगकुण्डलिनी उपनिषत्, Yogakuṇḍalinī Upaniṣad) o Yoga Kundalī Upanishad es una Upanishad menor del hinduismo. Escrita en sánscrito, es clasificada como una de las 20 Upanishads de yoga en los cuatro Vedas y una de las 32 Upanishads asociadas al Yajurveda. En la lista canónica del Muktika Upanishad se presenta a la Yoga-kundalinī Upanishad como la número 86 de las 108 Upanishads.
En el Yajurveda, la Yoga-kundalinlī Upanishad es una de las diez obras asociadas al yoga junto al Amṛtabindu Upaniṣad, Tejobindu Upanishad, Amṛtanāda Upanishad, Kṣurika Upanishad, Dhyānabindu Upanishad, Brahmavidyā Upanishad, Yogatattva Upanishad, Yogaśikhā Upanishad y Varāha Upanishad.
En la Upanishad se describen técnicas de Kundalinī yoga para tomar conciencia y controlar el prāna. Estas técnicas incluyen mitāhāra (nutrición moderada y equilibrada), āsana (ejercicios de postura) y shakti-chalana (despertar la fuerza interior) se afirma que son los medios para despertar la energía kundalinī en un/a yogui/ni.
Este texto junto a los Yoga-sūtras, la Darshana-upanishad y el Yoga-vāsishta son los textos más conocidos del yoga hindú en occidente, y considerados como textos esenciales dentro los practicantes de esta doctrina.
Dentro de otras culturas orientales igualmente podemos encontrar textos "equivalentes" de "yoga" relacionados con este texto, considerados importantes o complementarios; tales como el texto Tai Yi Jin Hua Zong Zhi en la doctrina Taoísta.

## Etimología
La palabra en sánscrito Yoga-kundalini se compone de dos palabras:
- Yoga (en sánscrito: योग, AITS: yoga) significa 'el acto de conectar'[6]

- Kundalini (en sánscrito: कुण्डलिनी, AITS: kuṇḍalinī ), que significa 'la enroscada' y hace referencia a la energía espiritual latente que existe en cada persona.[7] Cuando la kundalinī se despierta, la consciencia del mundo emerge.[1][8]

La palabra Upanishad se traduce (en sánscrito: उपनिषत्, AITS: upaniṣad) se traduce como 'sentado cerca', refiriéndose al estudiante sentado cerca del maestro mientras recibe sabidurías esotéricas. Su género es femenino.

## Contenido
La Yoga-kundalini Upaniṣad consta de tres capítulos (khanda) y 171 versos (shloka):
- el primer khanda tiene 87 versos y aborda la práctica de yoga[10]
- el segundo khanda tiene 49 versos y aborda el Khecarī , la sabiduría[5]
- el tercer khanda tiene 35 versos y aborda el alma, el Brahman , la meditación y la liberación en vida[9]

### Capítulo I: La práctica de yoga
El primer capítulo comienza con la afirmación de que la mente humana está influenciada por los recuerdos y el prana (respiración vital, fuerza vital interior). En primer lugar, dice el texto, un yogui debe comenzar por dominar el prana. El khanda 1 shloka 2 del Upanishad afirman que esto se puede lograr mediante mitahara, āsana y shakti-chalana (despertar la fuerza interior).

#### Obstáculos
La Yoga-kundalinī Upanishad, en los versos del 1.54 al 1.66 recomienda los pasos para avanzar y el número de veces que se debe intentar el yoga, y los obstáculos a los que se enfrenta el practicante. En los versos del 1.56 al 1.61 se establece que aquellos que están enfermos o heridos no deben hacer este yoga, y aquellos que sufren de obstrucciones excretorias también deben abstenerse. El texto enumera los siguientes obstáculos para el progreso de un yogui: dudas sobre uno mismo, confusión, indiferencia, sueño anormal, hábito de rendirse, delirios, estar atrapado en un drama mundano, incapacidad para comprender las descripciones, sospechas sobre la verdad del yoga.

### Capítulo II:Khechari-Vidya
El Capítulo 2 comienza con una alabanza y recuento de las maravillas acerca de la sabiduría de Khecarī, con la afirmación de que «quien ha dominado esto, está desprovisto de envejecimiento y mortalidad» y libre del sufrimiento de enfermedades. La palabra Khechari significa «que atraviesa las regiones etéreas del tiempo y el espacio», y el texto dedica los primeros 16 versos del capítulo indicando lo difícil que es, lo maravilloso y milagroso que es, cómo incluso los expertos fallan en ello, cuán secreto es este conocimiento, cómo incluso cien renacimientos son insuficientes para dominar Khechari-Vidya. Pero aquellos que lo hacen, alcanzan el estado de Shiva, reclaman el texto y se liberan de todos los apegos al mundo.

### Capítulo III: Jivanmukta
El tercer capítulo de la Upanishad analiza el estado de samadhi y eso es Jivanmukta (liberación en vida). Define samadhi como ese estado de atman y conciencia pura en el que «todo se conoce como uno» y la existencia en el néctar de la unidad. Los versos 3.1 al 3.11 afirman, traduce Ayyangar, que este estado es «asumir la actitud de Yo soy el Brahman y renunciar a eso también», eliminando todas las ataduras de la mente y despertando al Ishvara (dios) interior, a través de la kundalinī energizada de uno y los seis chakras.